# قرار مجلس الأمن التابع للأمم المتحدة رقم 104
دعا قرار مجلس الأمن التابع للأمم المتحدة رقم 104، الذي تم بالإجماع في 20 يونيو 1954، بعد تلقي رسالة من حكومة غواتيمالا إلى رئيس مجلس الأمن، إلى الإنهاء الفوري لأي عمل من المحتمل أن يتسبب في إراقة الدماء، وطلب أن يمتنع جميع أعضاء الأمم المتحدة، بروح الميثاق، عن تقديم المساعدة إلى أي عمل من هذا القبيل.

## روابط خارجية
- نص القرار في undocs.org